# Antoine Peters
Antoine Peters (Vorden, 11 januari 1981) is een Nederlandse modeontwerper.

## Biografie
Peters volgde het voortgezet onderwijs (vwo) bij het Isendoorn College in Warnsveld. Daarna ging hij naar de HEAO, maar rondde deze opleiding niet af. Vervolgens slaagde hij in 2004 aan ArtEZ Academie voor beeldende kunsten Arnhem en behaalde zijn Masters op het Fashion Institute Arnhem. Peters behaalde dat mede door een show in Parijs tijdens de Fashion Week in maart 2006.
Hij ging werken voor het tijdschrift AvantGarde en voor modehuis Viktor & Rolf.
In 2007 brak hij door met zijn Antoine Peters sweater. Ook was er de 2-persoonstrui. Voor zijn herfst/winter collectie 'Ready to be Elegant' liet hij een ontwerp uit een van zijn eerdere collecties; een grote grijze trui, oftewel 'A Sweater For The World!', een Europese rondreis maken met als doel 'zoveel mogelijk verschillende soorten mensen in zichzelf te fotograferen'. Hij presenteerde zijn werk tijdens de Amsterdam International Fashion Week en deed catwalkshows in New York en Parijs met zijn collecties 'I Will Never Wear A Sweater.', 'Le Petit Antoine.', 'Fat People Are Harder To Kidnap!' en 'To make An Elephant Out Of A Mosquito'.
Later stapte hij over   van de sweater naar de T-shirts en shawls. Actrice Hanna Verboom stond model voor de Antoine Peters Shirts en ze zijn te koop bij geselecteerde verkooppunten in Rotterdam, Amsterdam, Arnhem en zijn geboortedorp Vorden.
In 2007 is een creatie van Peters te zien in de film Nadine.
Peters staat inmiddels in de top 100 van de New Fashion Designers en komt dan ook voor in het boek van Hywel Davies, dat jonge opvallende modeontwerpers over de hele wereld belicht. Ook bij de populaire magazines als Avantgarde, Esquire, Cosmo, Elegance, Elle-girl, Blend, Sis, AM magazine, CODE, No magazine, Celebrity, LinK, Glamcult, Columbus, TeD, Vice, Viva en Blend is de Achterhoeker bekend.
Peters vergeet zijn roots niet en exposeerde ook nog gewoon in de bibliotheek van Vorden, bleef voetballen bij SV Ratti in Kranenburg, terwijl hij in Amsterdam woont. Zijn atelier is aan de Veemkade in Oostelijk Havengebied.
Peters werd vader van een zoon en ging kinderkleding ontwerpen en maakte een grasjurk op een verkeersrotonde.
Hij ontwerpt stijlvolle herensokken in samenwerking met Effio in Woerden.
In 2019 gaat hij weer samenwerken met het Nederlandse denimmerk Kuyichi, eerst was dat met shirts nu met tops, truien en breisels. Peters is anti-bont en steunt dan ook Bont voor Dieren.
In 2022 kwam hij met een kunstinstallatie bestaande uit mouwen en broekspijpen van bij elkaar 280 meter, tot wel vier meter hoog eindigend in realistisch ogende handen en schoenen. Een kunstinstallatie waar de bezoekers zich letterlijk doorheen konden begeven.
In 2023 en 2024 is zijn textielkunst te bewonderen in het Van Eesteren Museum.